# Сінабанг
Сінабанг (індонез. Sinabang) — місто в індонезійській провінції Ачех.

## Географія
Розташований у південно-західній частині провінції, на південно-східному узбережжі острова Сімеулуе.

### Клімат
Місто знаходиться у зоні, котра характеризується вологим тропічним кліматом. Найтепліший місяць — листопад із середньою температурою 26.5 °C (79.7 °F). Найхолодніший місяць — липень, із середньою температурою 24.9 °С (76.8 °F).
| Клімат Сінабанга        | Клімат Сінабанга | Клімат Сінабанга | Клімат Сінабанга | Клімат Сінабанга | Клімат Сінабанга | Клімат Сінабанга | Клімат Сінабанга | Клімат Сінабанга | Клімат Сінабанга | Клімат Сінабанга | Клімат Сінабанга | Клімат Сінабанга | Клімат Сінабанга |
| Показник                | Січ.             | Лют.             | Бер.             | Квіт.            | Трав.            | Черв.            | Лип.             | Серп.            | Вер.             | Жовт.            | Лист.            | Груд.            | Рік              |
| Середня температура, °C | 25               | 25,4             | 25,6             | 26,3             | 25,9             | 25,2             | 24,9             | 25,3             | 25,6             | 26,1             | 26,5             | 26,1             | 25,7             |
| Норма опадів, мм        | 202.8            | 197.6            | 284.7            | 317.2            | 233.8            | 155.9            | 210.9            | 230.1            | 266.3            | 364.2            | 327.3            | 311.6            | 3102.4           |
| Днів з опадами          | 11,9             | 8,5              | 10,7             | 10,9             | 11               | 7,7              | 7                | 10               | 11,7             | 15,9             | 16,5             | 15,6             | 137,4            |
| Вологість повітря, %    | 81.8             | 81               | 82.2             | 82.9             | 80.6             | 77.8             | 77.1             | 77.5             | 80.7             | 82.5             | 84               | 83.8             | 81               |
| ----------------------- | ---------------- | ---------------- | ---------------- | ---------------- | ---------------- | ---------------- | ---------------- | ---------------- | ---------------- | ---------------- | ---------------- | ---------------- | ---------------- |
| Джерело: Weatherbase    |                  |                  |                  |                  |                  |                  |                  |                  |                  |                  |                  |                  |                  |